# Březnové idy

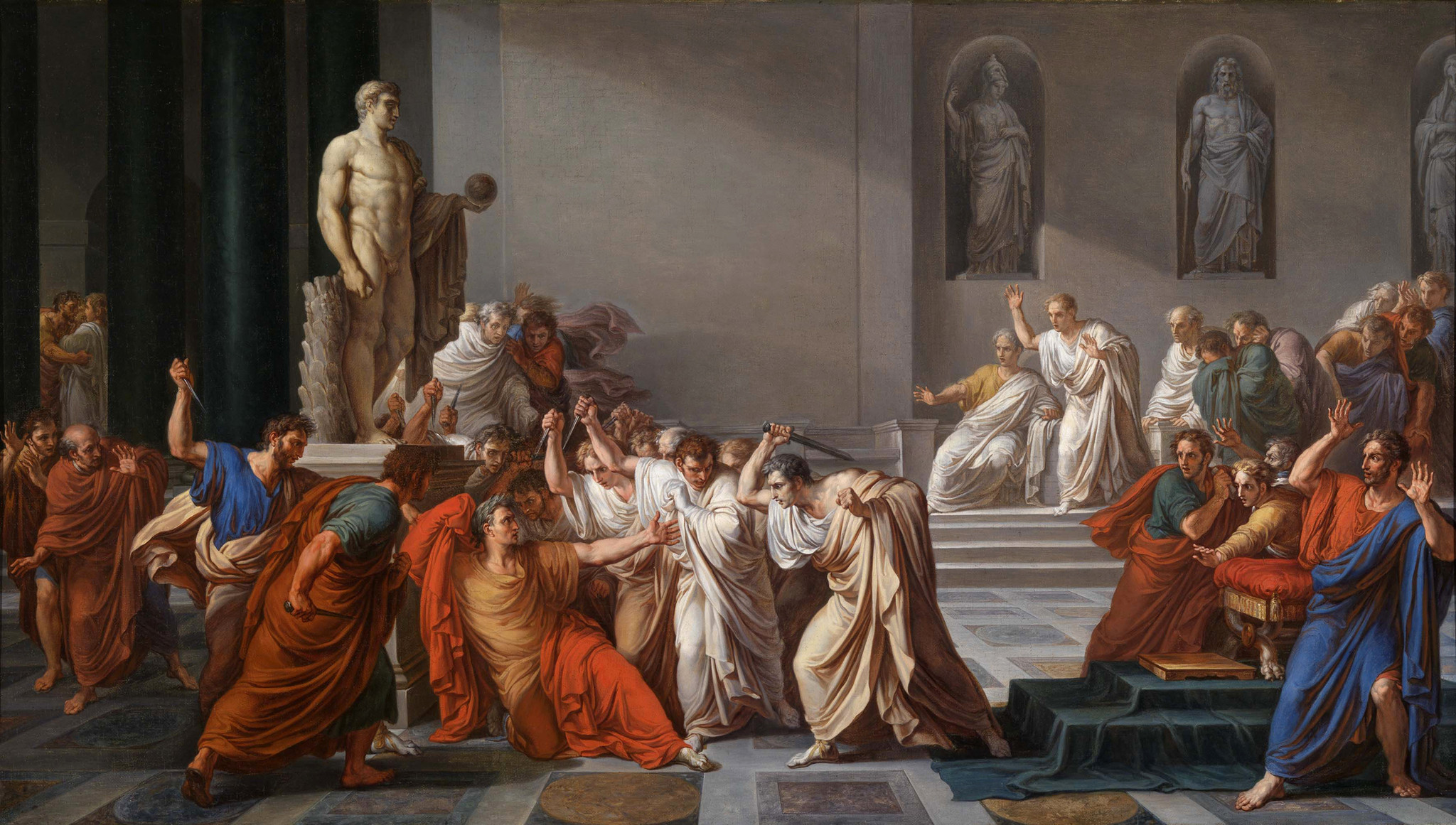
Obraz Smrt Caesara od Vincenza Camucciniho

Březnové idy, latinsky Idus Martiae, je den v římském kalendáři, který odpovídá 15. březnu. Idy v římském kalenáři vyznačují zhruba polovinu každého měsíce. Březnové idy se připomínaly různými náboženskými obřady a proslavily se také jako den atentátu na Julia Caesara v roce 44 před naším letopočtem. Jeho smrt udělala z id březnových zlom v římské historii, jednu z událostí, které vyzačily přechod od Římské republiky k císařství.